# Stary kościół minorytów w Lewoczy

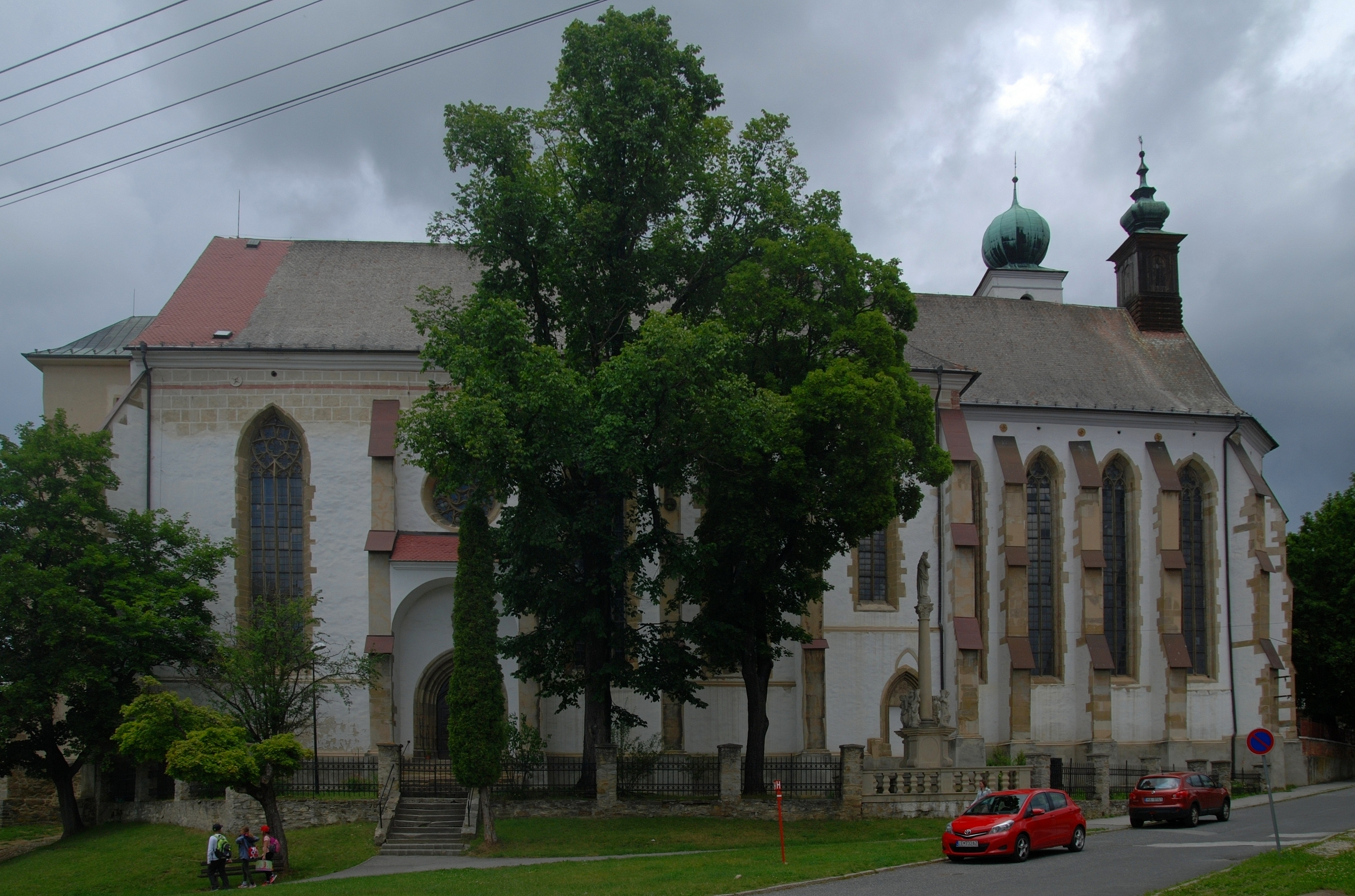
Stary kościół minorytów w Lewoczy

Stary kościół minorytów w Lewoczy (tzw. gimnazjalny) – zabytkowy kościół pw. św. Władysława w Lewoczy na Słowacji. Pierwsza nazwa pochodzi stąd, że w dawnych czasach był to kościół klasztorny wznoszącego się obok, a dziś już nieistniejącego w tym miejscu konwentu minorytów. Nazwa druga nawiązuje do okresu, gdy świątynia pełniła funkcję kościoła przypisanego znajdującemu się w sąsiedztwie lewockiemu gimnazjum.
Znajduje się przy ul. Klasztorskiej, na samym zachodnim skraju miasta. Przylega do dawnych miejskich murów obronnych, a dokładniej – do wznoszącej się w ich ciągu Bramy Polskiej.
Murowany, bezwieżowy kościół, zbudowany w stylu gotyckim, zaczęto wznosić wraz z przyległym klasztorem w I połowie XIV w. Potem budowa postępowała w trzech etapach do końca tego stulecia. Orientowana, trójnawowa, halowa budowla z mocno wydłużonym, wielobocznie zamkniętym prezbiterium, opięta wydatnymi przyporami, została wzniesiona dzięki donacji jednego z największych wielmożów górnowęgierskich tamtych czasów, zwanego Magistrem Donczem. Jest jednym z największych kościołów gotyckich na Słowacji i przykładem wysokiego kunsztu budowlanego ówczesnej lewockiej strzechy budowlanej. Według tzw. Kodeksu Lanyi’ego z początku XVI w. wraz z kościołem powstał tu w XIV w. klasztor franciszkanów, który w latach reformacji przeszedł w ręce protestantów. W okresie kontrreformacji w XVII w. kościół wraz z klasztorem przejęli jezuici. Po nich osiedli w nim minoryci, a w końcu norbertanie (premonstratensi). Nawa kościoła została przebudowana w 1671 r. w stylu barokowym, jednak zachowała się większość detali gotyckiej kamieniarki. Jednolite, barokowe wyposażenie, w tym ołtarze i ambona, utrzymane w czarno-złotych barwach, powstało w latach 1694-1697 w pracowni stolarza i snycerza szwedzkiego pochodzenia, Olafa Engelholma.
Godny uwagi jest główny ołtarz z gotycką rzeźbą Madonny z XV w. i z barokowymi figurami węgierskich królów i jezuickich świętych. W zakrystii zachowało się malowidło przedstawiające Ukrzyżowanie, a nad portalem do zakrystii – Zaśnięcie i Wniebowzięcie Najświętszej Marii Panny. Najstarsze w kościele malowidła na północnej ścianie nawy, pochodzące z połowy XIV w., przedstawiają realistycznie skutki chrześcijańskiego miłosierdzia.